# Kâmil Pascha

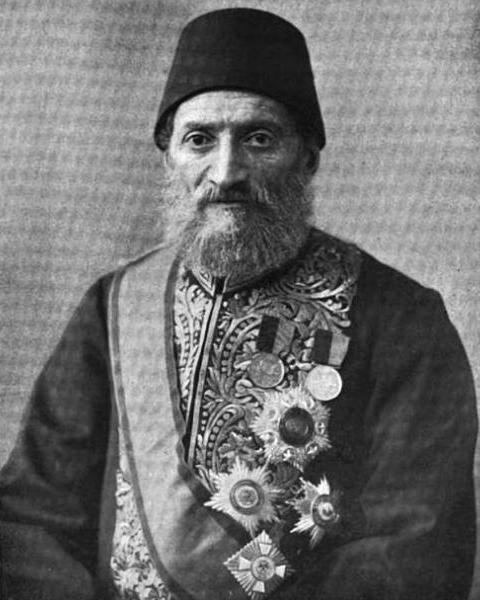
Kâmil Pascha

Kıbrıslı Mehmed Kamil Pascha, född 1833, död 14 november 1913, var en turkisk politiker.
Kâmil Pascha uppfostrades i Storbritannien och utvecklade starka sympatier för detta land. Han blev 1877 statssekreterare i inrikesministeriet och 1882 chef för undervisningsministeriet. Under Abd ül-Hamid II:s regeringstid var Kâmil upprepade gånger storvesir och försökte efter ungturkarnas revolution 1908 att slå ned rörelsen, vilket ledde till hans fall. Det Första Balkankriget fick dock ungturkarnas att sjunka i anseende, och 1912 fick Kâmil trots sin höga ålder åter i uppdrag att bilda regering. I januari 1913 störtades han av ungturkarna och dog kort därpå.